# Stanisław Tatar
Pour les articles homonymes, voir Tatar (homonymie).
Stanisław Tatar (nom de guerre : "Stanisław Tabor"), né le 3 octobre 1896 à Biórków Wielki dans l'Empire russe (aujourd'hui en Pologne) et mort le 16 décembre 1980 à Varsovie, était un officier polonais au grade de colonel durant l'Entre-deux-Guerres et durant la Seconde Guerre mondiale, ainsi que l'un des commandants de l'Armia Krajowa, mouvement de résistance polonais. Le titre de général de brigade lui fut accordé en 1943 et six mois plus tard il s'envola pour Londres depuis la Pologne occupée.
À la fin de la guerre, Tatar trahit le gouvernement polonais en exil basé à Londres en organisant un transfert illégal de ses vastes réserves d'argent et d'or (donné par la nation et appelé le Fonds National de Défense) au régime communiste de Pologne. La première cargaison de cet argent fut dérobée en route par un consul en 1945, avant que Tatar ne réussisse son plan en 1947. Il revint en Pologne en 1949 sur la promesse d'un leadership militaire avec l'armée populaire de Pologne seulement pour être arrêté et faussement accusé de conspiration contre le Parti par la police secrète stalinienne (Urząd Bezpieczeństwa). Par conséquent, Tatar fut jugé et condamné à la prison à vie dans le soi-disant procès des généraux, mais relâché de prison durant l'Octobre polonais de 1956.

## Source
- (en) Cet article est partiellement ou en totalité issu de l’article de Wikipédia en anglais intitulé « Stanisław Tatar » (voir la liste des auteurs).